# Parafia bł. księdza Jerzego Popiełuszki w Kobyłce-Maciołkach
Parafia błogosławionego księdza Jerzego Popiełuszki w Kobyłce-Maciołkach – parafia rzymskokatolicka należąca do dekanatu kobyłkowskiego, diecezji warszawsko-praskiej, metropolii warszawskiej Kościoła katolickiego.